# 41 Dafne
Dafne (asteroide 41) é um asteroide da cintura principal com um diâmetro de 174 quilómetros, a 2,01365159 UA. Possui uma excentricidade de 0,27184993 e um período orbital de 1 679,71 dias (4,6 anos).
Dafne tem uma velocidade orbital média de 17,91063684 km/s e uma inclinação de 15,76485514º.
Este asteroide foi descoberto em 22 de maio de 1856 por Hermann Goldschmidt. Seu nome vem da personagem mitológica grega Dafne.

## Satélite
41 Dafne tem pelo menos um satélite natural, denominado de Peneu. Ele foi identificado em 28 de março de 2008, e tem uma separação projetada de 443 km, um período orbital com cerca de 1,1 dias, e um diâmetro estimado com menos de 2 km. Segundo as observações preliminares realizadas, este sistema binário tem a relação de tamanho mais extremo conhecido.